# 塘口镇 (阳西县)
塘口镇，是中华人民共和国广东省阳江市阳西县下辖的一个乡镇级行政单位。

## 行政区划
塘口镇下辖以下地区：
塘口街道社区、车湖村、下垌村、上垌村、同由村、高新村、周南村、热水村、田高村、竹迳村、马山村、平西村、横山村、平北村、牛南村和旧寨村。